# V369 Весов
V369 Весов (лат. V369 Librae) — двойная затменная переменная звезда типа W Большой Медведицы (EW) в созвездии Весов на расстоянии (вычисленном из значения параллакса) приблизительно 4769 световых лет (около 1462 парсеков) от Солнца. Видимая звёздная величина звезды — от +11,68m до +11,18m. Орбитальный период — около 0,3585 суток (8,6046 часов).